# Lumut (Malezja)
Niektóre z zamieszczonych tu informacji wymagają weryfikacji.
 Po wyeliminowaniu niedoskonałości należy usunąć szablon [[Szablon:Dopracować|]] z tego artykułu.
Lumut — nadmorskie miasteczko (populacja 31880) w stanie Perak, Malezja, położonej około 84 km od Ipoh, 12 km od miasta Sitiawan i jest bramą do Pangkor Island. To urocze miasteczko słynie z pięknych muszli i rzemiosła koralowych. Ten mało znany niegdyś miasteczko rybackie od tego czasu stała baza Marynarki Królewskiej malezyjskiej.
Lumut w języku Malay oznacza mech, porost lub wodorost. W swoich początkach, plaża była bogata w wodorosty więc miejscowi ludzie nazywali to Lumut. Nabrzeże Lumut to piękny punkt widokowy na różne piękne przybrzeżne wyspy, w tym wyspę Pangkor.

## Historia
Początkowo Lumut była osłonięta naturalnym nabrzeżem.Duża społeczność Hock Chew (miejscowej ludności) ostatecznie zadokowany tam i trafiła do Sitiawan. Ujście w tym miejscu charakteryzuje się wilgotnymi glebami czerwonawej ziemi. Cyna i tarcica, z tak daleka jak Kinta, były transportowane tu przez słonie i Sampans (chińskie łodzie).

## Stocznia
W dniu 9 czerwca 1993 r., New Straits Times poinformował, że rząd Malezji miał plany poprawy zdolności Stoczni Marynarki Wojennej do umożliwienia jej budowy średniej wielkości statków patrolowych. Od tego dnia, sześć okrętów US Navy został naprawiony przez stoczni kosztem 1,6 milionów. Te Okręty to między innymi: USS Sioux, USS Tuscaloosa, USS Fort McHenry, USS Schenectady, USS Rushmore i USS Reid.